# Cay Karlsson
Cay Christer Gustaf Karlsson, född 24 december 1945 i Helsingfors, är en finländsk musiker, låtskrivare och journalist. 
Karlsson blev 1962 sångare i popgruppen The Scaffolds, vars låt "Girls", skriven av Karlsson, toppade hitlistorna hela sommaren 1964. År 1965 anslöt sig Karlsson till popgruppen The Roosters, vilken fick framgång med låtar som "Bella Bella" och "Dona Dona". Han medverkade 1969 i uppsättningen av musikalen Hair på Svenska Teatern i Helsingfors och ingick från 1969 i gruppen Cumulus. År 1978 blev han underhållningsredaktör på Yle Rundradio och redaktionschef 1989. Från 1995 har han varit medlem i popgruppen The First. Han har medverkat på ett 20-tal musikalbum.